# Eurovision Song Contest 1982
Der 27. Eurovision Song Contest, bis 2001 in Deutschland unter dem französischen Namen Grand Prix Eurovision de la Chanson bekannt, fand am 24. April 1982 im nordenglischen Kurort Harrogate statt. Gastgeberin des Abends war die BBC-Nachrichtenmoderatorin Jan Leeming.

## Besonderheiten

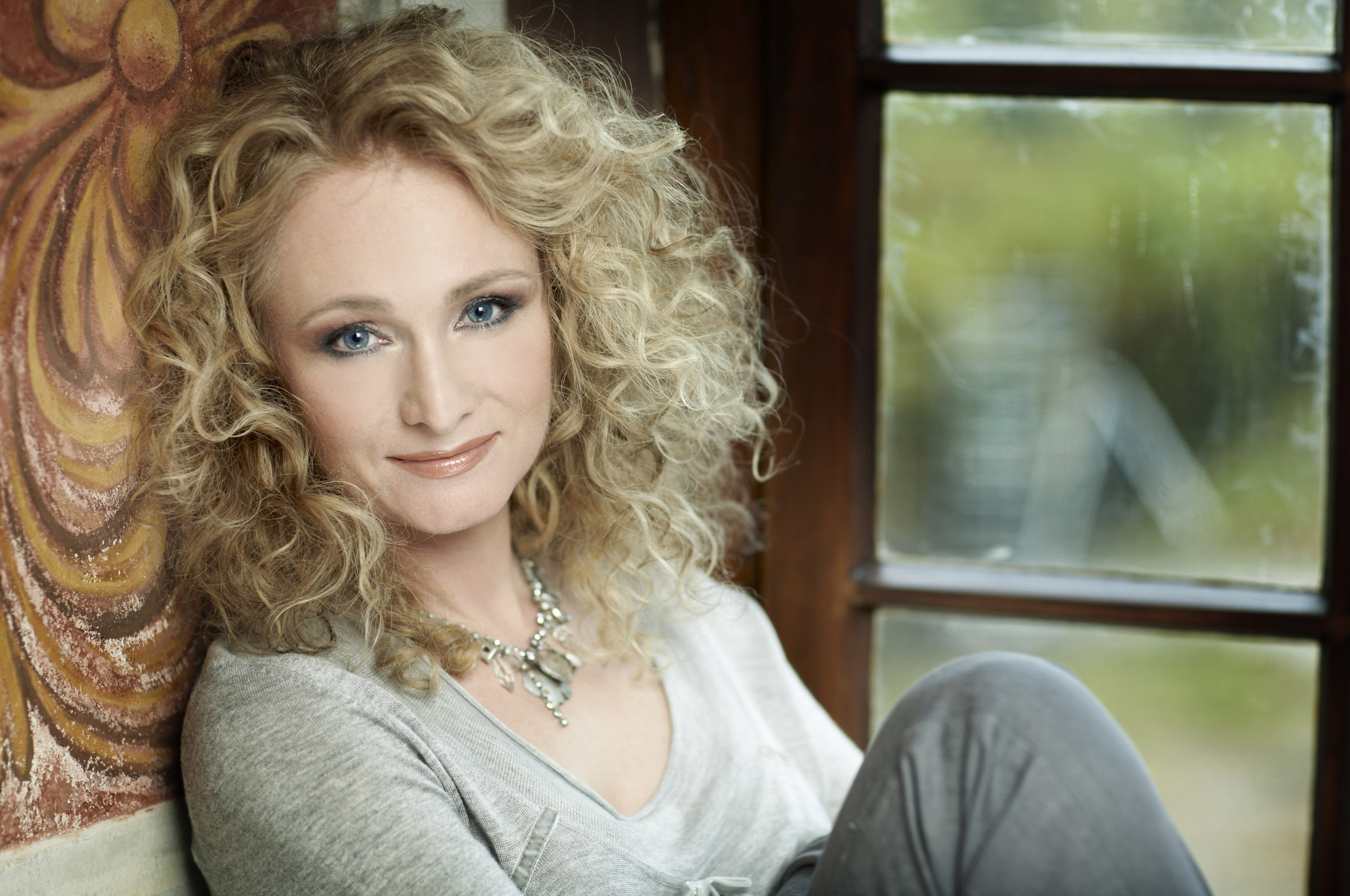
Interpretin des Siegertitels Nicole, im Jahr 2008

Zum ersten Mal in der Geschichte des Wettbewerbs gewann mit Nicoles Ein bißchen Frieden der deutsche Beitrag, und es blieb bis heute der einzige Sieg eines Interpreten aus Deutschland, der auch seinen Song auf Deutsch vortrug. Nicole gewann deutlich mit einem Abstand von 61 Punkten. Inmitten des Falklandkrieges trat Spanien mit einem vom argentinischen Tango inspirierten Beitrag der Interpretin Lucía im Vereinigten Königreich auf, welches zu dieser Zeit mit Argentinien im Krieg stand. Dies war zu jener Zeit aufsehenerregend und wurde als politisches Statement gewertet. Abwesend waren zwei traditionell starke Teilnehmerländer: Frankreich, das neben 1974 lediglich in diesem Jahr nicht am Wettbewerb teilnahm, sowie Italien. Die Schweiz kam mit Amour on t’aime von Arlette Zola auf Platz 3 und auch Österreich konnte sich mit Sonntag vom Duo Mess in der oberen Hälfte platzieren: Platz 9. Dagegen musste der finnische Beitrag, ebenfalls ein Friedenswunsch, ohne Punkte nach Hause.
Melina Mercouri war in Griechenland Kulturministerin geworden und setzte durch, dass Griechenland nicht bei einem so „schrecklichen“ Ereignis wie dem Eurovision Song Contest teilnimmt. Bereits ein Jahr später hatte sie dieses Urteil „revidiert“.

## Teilnehmer

Teilnehmende Länder
Länder, die bereits an einem früheren ESC teilgenommen hatten, aber nicht im Jahr 1982

Da Frankreich und Griechenland nicht teilnahmen, sank die Teilnehmerzahl wieder auf 18. 

### Wiederkehrende Interpreten
| Land                   | Interpreten                                 | Vorherige(s) Teilnahmejahr(e)                                                                  |
| ---------------------- | ------------------------------------------- | ---------------------------------------------------------------------------------------------- |
| Belgien                | Stella                                      | 1970 für Niederlande (als Mitglied von Hearts of Soul) • 1977 (als Mitglied von Dream Express) |
| Norwegen               | Anita Skorgan (Duett mit Jahn Teigen)       | 1977 • 1979                                                                                    |
| Norwegen               | Anita Skorgan (Duett mit Jahn Teigen)       | Begleitung: 1981                                                                               |
| Norwegen               | Jahn Teigen (Duett mit Anita Skorgan)       | 1978                                                                                           |
| Portugal               | Fatima Padinha (als Mitglied von Doce)      | 1978 (als Mitglied von Gemini)                                                                 |
| Portugal               | Teresa Miguel (als Mitglied von Doce)       | 1978 (als Mitglied von Gemini)                                                                 |
| Schweiz                | Carole Vinci (Begleitung)                   | 1978                                                                                           |
| Türkei                 | Olcayto Ahmet Tuğsuz (Begleitung)           | 1978 (als Mitglied von Nazar)                                                                  |
| Vereinigtes Königreich | Sally Ann Triplett (als Mitglied von Bardo) | 1980 (als Mitglied von Prima Donna)                                                            |
| Zypern                 | Anna Vissi                                  | 1980 für Griechenland (zusammen mit The Epikouri)                                              |

### Dirigenten
Jedes Lied wurde mit Live-Musik begleitet bzw. kam Live-Musik zum Einsatz – folgende Dirigenten leiteten das Orchester bei dem jeweiligen Land:
- Portugal – Luis Duarte
- Luxemburg – Jean Claudric
- Norwegen – Sigurd Jansen
- Vereinigtes Königreich – Ronnie Hazlehurst
- Türkei – Garo Mafyan
- Finnland – Ossi Runne
- Schweiz – Joan Amils
- Zypern – Martyn Ford
- Schweden – Anders Berglund
- Österreich – Richard Oesterreicher
- Belgien – Jack Say
- Spanien – Miguel Ángel Varona
- Dänemark – Allan Botschinsky
- Jugoslawien – Zvonimir Skerl
- Israel – Silvio Nanssi Brandes
- Niederlande – Rogier van Otterloo
- Irland – Noel Kelehan
- BR Deutschland – Norbert Daum

## Abstimmungsverfahren
In jedem Land gab es eine elfköpfige Jury, die zunächst die zehn besten Lieder intern ermittelten. Danach vergaben die einzelnen Jurys 12, 10, 8, 7, 6, 5, 4, 3, 2 Punkte und 1 Punkt an diese zehn besten Lieder.

## Platzierungen
| Platz | Startnr. | Land                   | Interpret                     | Titel (M = Musik; T = Text)                                         | Sprache        | Übersetzung                                      | Punkte |
| ----- | -------- | ---------------------- | ----------------------------- | ------------------------------------------------------------------- | -------------- | ------------------------------------------------ | ------ |
| 01.   | 18       | BR Deutschland         | Nicole                        | Ein bißchen Frieden M: Ralph Siegel; T: Bernd Meinunger             | Deutsch        | —                                                | 161    |
| 02.   | 15       | Israel                 | Avi Toledano אבי טולדנו       | Hora (הורה) M: Avi Toledano; T: Yoram Tahar-Lev                     | Hebräisch      | Chorea                                           | 100    |
| 03.   | 07       | Schweiz                | Arlette Zola                  | Amour on t’aime M: Alain Morisod; T: Pierre Alain                   | Französisch    | Liebe, wir lieben dich                           | 097    |
| 04.   | 11       | Belgien                | Stella                        | Si tu aimes ma musique M: Fred Bekky, Rony Brack, Bobott; T: Jo May | Französisch    | Wenn du meine Musik liebst                       | 096    |
| 05.   | 08       | Zypern                 | Anna Vissi Άννα Βίσση         | Mono i agapi (Μόνο η αγάπη) M/T: Anna Vissi                         | Griechisch     | Nur die Liebe                                    | 085    |
| 06.   | 02       | Luxemburg              | Svetlana                      | Cours après le temps M: Cyril Assous; T: Michel Jouveaux            | Französisch    | Laufe der Zeit hinterher                         | 078    |
| 07.   | 04       | Vereinigtes Königreich | Bardo                         | One Step Further M/T: Simon Jefferies                               | Englisch       | Einen Schritt weiter                             | 076    |
| 08.   | 09       | Schweden               | Chips                         | Dag efter dag M: Lasse Holm; T: Monica Forsberg                     | Schwedisch     | Tag für Tag                                      | 067    |
| 09.   | 10       | Österreich             | Mess                          | Sonntag M: Michael Mell; T: Rudolf Leve                             | Deutsch        | —                                                | 057    |
| 10.   | 12       | Spanien                | Lucía                         | Él M: Francisco Cepero; T: Ignacio Román                            | Spanisch       | Er                                               | 052    |
| 11.   | 17       | Irland                 | The Duskeys                   | Here Today, Gone Tomorrow M/T: Sally Keating                        | Englisch       | Heute hier, morgen dort                          | 049    |
| 12.   | 03       | Norwegen               | Jahn Teigen und Anita Skorgan | Adieu M: Jahn Teigen; T: Herodes Falsk                              | Norwegisch     | —                                                | 040    |
| 13.   | 01       | Portugal               | Doce                          | Bem bom M/T: Pedro Brito, Tozé Brito, António Pinho                 | Portugiesisch  | (Gemeint ist das Geräusch beim Schlagen der Uhr) | 032    |
| 14.   | 14       | Jugoslawien            | Aska Аска                     | Halo, halo (Хало, хало) M: Aleksandar Sanja Ilić; T: Miro Zec       | Serbisch       | Hallo, hallo                                     | 021    |
| 15.   | 05       | Türkei                 | Neco                          | Hani? M: Olcayto Ahmet Tuğsuz; T: Faik Tuğsuz                       | Türkisch       | Wo?                                              | 020    |
| 16.   | 16       | Niederlande            | Bill van Dijk                 | Jij en ik M: Dick Bakker; T: Liselore Gerritsen                     | Niederländisch | Du und ich                                       | 08     |
| 17.   | 13       | Dänemark               | Brixx                         | Video, video M/T: Jens Brixtofte                                    | Dänisch        | Video, Video                                     | 05     |
| 18.   | 06       | Finnland               | Kojo                          | Nuku pommiin M: Jim Pembroke, Otto Donne; T: Juice Leskinen         | Finnisch       | Schlafe bis zur Bombe                            | 0      |

## Punktevergabe
| Land | Abstimmungsergebnisse | Abstimmungsergebnisse | Abstimmungsergebnisse | Abstimmungsergebnisse | Abstimmungsergebnisse | Abstimmungsergebnisse | Abstimmungsergebnisse | Abstimmungsergebnisse | Abstimmungsergebnisse | Abstimmungsergebnisse | Abstimmungsergebnisse | Abstimmungsergebnisse | Abstimmungsergebnisse | Abstimmungsergebnisse | Abstimmungsergebnisse | Abstimmungsergebnisse | Abstimmungsergebnisse | Abstimmungsergebnisse | Abstimmungsergebnisse | Abstimmungsergebnisse |
| Land | Punkte                | PT                    | LU                    | NO                    | UK                    | TR                    | FI                    | CH                    | CY                    | SE                    | AT                    | BE                    | ES                    | DK                    | YU                    | IL                    | NL                    | IE                    | DE                    | Votings               |
| --- | --------------------- | --------------------- | --------------------- | --------------------- | --------------------- | --------------------- | --------------------- | --------------------- | --------------------- | --------------------- | --------------------- | --------------------- | --------------------- | --------------------- | --------------------- | --------------------- | --------------------- | --------------------- | --------------------- | --------------------- |
| Portugal | 032                   |                       | 7                     | –                     | 4                     | 5                     | 2                     | 1                     | –                     | 6                     | –                     | –                     | –                     | –                     | –                     | 1                     | 4                     | 2                     | –                     | 09                    |
| Luxemburg | 078                   | 6                     |                       | 7                     | 6                     | 3                     | 7                     | –                     | –                     | –                     | 2                     | 8                     | 5                     | 4                     | –                     | 5                     | 7                     | 10                    | 8                     | 13                    |
| Norwegen | 040                   | –                     | 6                     |                       | –                     | –                     | –                     | –                     | 4                     | 4                     | 6                     | 2                     | 2                     | –                     | –                     | –                     | –                     | 6                     | 10                    | 08                    |
| Vereinigtes Königreich                                                                                                 | 076                   | 4                     | 12                    | 6                     |                       | 10                    | 4                     | 5                     | 3                     | –                     | 12                    | –                     | 1                     | 2                     | 6                     | 2                     | 1                     | 7                     | 1                     | 15                    |
| Türkei | 020                   | –                     | 8                     | 3                     | –                     |                       | 1                     | 3                     | –                     | –                     | 3                     | –                     | –                     | –                     | –                     | –                     | 2                     | –                     | –                     | 06                    |
| Finnland | 000                   | –                     | –                     | –                     | –                     | –                     |                       | –                     | –                     | –                     | –                     | –                     | –                     | –                     | –                     | –                     | –                     | –                     | –                     | 0                     |
| Schweiz | 097                   | 2                     | 2                     | 4                     | 12                    | 2                     | –                     |                       | 6                     | 2                     | 10                    | 12                    | –                     | 7                     | 10                    | 10                    | 10                    | 8                     | –                     | 14                    |
| Zypern | 085                   | 5                     | 4                     | 12                    | 3                     | –                     | 8                     | 8                     |                       | –                     | 5                     | 3                     | 7                     | –                     | 5                     | 7                     | 12                    | –                     | 6                     | 13                    |
| Schweden | 067                   | 7                     | 3                     | 8                     | 5                     | –                     | 3                     | 4                     | –                     |                       | 8                     | 5                     | 4                     | 8                     | 2                     | –                     | 5                     | 3                     | 2                     | 14                    |
| Österreich | 057                   | –                     | –                     | –                     | 10                    | 7                     | –                     | –                     | 7                     | –                     |                       | 6                     | 8                     | 6                     | 4                     | 4                     | –                     | 5                     | –                     | 09                    |
| Belgien | 096                   | 8                     | 5                     | 5                     | 2                     | 6                     | 5                     | 2                     | 8                     | 7                     | 4                     |                       | 10                    | 10                    | 7                     | 6                     | 3                     | 4                     | 4                     | 17                    |
| Spanien | 052                   | –                     | 1                     | –                     | –                     | 8                     | 6                     | 7                     | 10                    | –                     | –                     | 4                     |                       | –                     | 1                     | 8                     | –                     | –                     | 7                     | 09                    |
| Dänemark | 005                   | 3                     | –                     | –                     | –                     | –                     | –                     | –                     | –                     | 1                     | –                     | –                     | –                     |                       | –                     | –                     | –                     | 1                     | –                     | 03                    |
| Jugoslawien | 021                   | –                     | –                     | –                     | –                     | 4                     | –                     | –                     | 1                     | 12                    | –                     | 1                     | –                     | 3                     |                       | –                     | –                     | –                     | –                     | 05                    |
| Israel | 100                   | 10                    | 10                    | 1                     | 1                     | –                     | 12                    | 10                    | 2                     | 10                    | 7                     | 7                     | 6                     | 1                     | 3                     |                       | 8                     | –                     | 12                    | 15                    |
| Niederlande | 008                   | –                     | –                     | –                     | –                     | –                     | –                     | –                     | –                     | 3                     | –                     | –                     | –                     | –                     | –                     | –                     |                       | –                     | 5                     | 02                    |
| Irland | 049                   | 1                     | –                     | 2                     | 7                     | 1                     | –                     | 6                     | 5                     | 5                     | –                     | –                     | 3                     | 5                     | 8                     | 3                     | –                     |                       | 3                     | 12                    |
| Deutschland | 161                   | 12                    | –                     | 10                    | 8                     | 12                    | 10                    | 12                    | 12                    | 8                     | 1                     | 10                    | 12                    | 12                    | 12                    | 12                    | 6                     | 12                    |                       | 16                    |
| Die Tabelle ist senkrecht nach der Auftrittsreihenfolge geordnet, waagerecht nach der chronologischen Punkteverlesung. |                       |                       |                       |                       |                       |                       |                       |                       |                       |                       |                       |                       |                       |                       |                       |                       |                       |                       |                       |                       |

### Statistik der Zwölf-Punkte-Vergabe
Die Bundesrepublik Deutschland erhielt neunmal 12 Punkte, bei 18 Ländern, die jeweils Punkte an die anderen Länder vergeben konnten, bekam Nicole also von mehr als der Hälfte der Länder die Höchstwertung. Die Verteilung der 12 Punkte als Höchstwertungen erfolgten wie folgt:
| Anzahl | Land                   | erhalten von                                                                      |
| ------ | ---------------------- | --------------------------------------------------------------------------------- |
| 9      | Deutschland            | Dänemark, Irland, Israel, Jugoslawien, Portugal, Schweiz, Spanien, Türkei, Zypern |
| 2      | Israel                 | Deutschland, Finnland                                                             |
| 2      | Schweiz                | Belgien, Vereinigtes Königreich                                                   |
| 2      | Vereinigtes Königreich | Luxemburg, Österreich                                                             |
| 2      | Zypern                 | Niederlande, Norwegen                                                             |
| 1      | Jugoslawien            | Schweden                                                                          |